# Episodi di Locke & Key (prima stagione)
La prima stagione della serie televisiva Locke & Key, composta da 10 episodi, è stata interamente distribuita su Netflix il 7 febbraio 2020, in tutti i territori in cui il servizio è disponibile.
| nº | Titolo originale        | Titolo italiano        | Pubblicazione   |
| -- | ----------------------- | ---------------------- | --------------- |
| 1  | Welcome to Matheson     | Benvenuti a Matheson   | 7 febbraio 2020 |
| 2  | Trapper / Keeper        | La trappola            | 7 febbraio 2020 |
| 3  | Head Games              | Viaggi mentali         | 7 febbraio 2020 |
| 4  | The Keepers of the Keys | I custodi delle chiavi | 7 febbraio 2020 |
| 5  | Family Tree             | L'albero di famiglia   | 7 febbraio 2020 |
| 6  | The Black Door          | La porta nera          | 7 febbraio 2020 |
| 7  | Dissection              | Dissezione             | 7 febbraio 2020 |
| 8  | Ray of F**king Sunshine | La tazza               | 7 febbraio 2020 |
| 9  | Echoes                  | Eco                    | 7 febbraio 2020 |
| 10 | Crown of Shadows        | La corona delle ombre  | 7 febbraio 2020 |

## Benvenuti a Matheson
- Titolo originale: Welcome to Matheson
- Diretto da: Michel Morris
- Scritto da: Joe Hill e Aron Eli Coleite

### Trama
Un uomo non meglio identificato, dopo aver ricevuto una strana chiamata, prende una chiave e se la conficca nel petto prendendo fuoco: divampa così un incendio che distrugge l’intera casa. 
Qualche tempo dopo, in seguito alla tragica morte del padre Rendell, assassinato dal suo studente Sam Lasser, i fratelli Locke (Tyler, Kinsey e il piccolo Bode) si trasferiscono con la madre Nina a Matheson presso la Key House, l’ancestrale dimora della famiglia Locke, dove li accoglie Duncan, il fratello minore di Rendell. Mentre Tyler e Kinsey iniziano a frequentare una nuova scuola, il piccolo e curioso Bode esplora la casa e, attratto da misteriosi sussurri, rinviene una strana chiave. I sussurri lo conducono successivamente alla casa del pozzo presente nel giardino, dove è adescato da una voce femminile che afferma di essere la sua Eco. L’ammaliante voce gli spiega che la chiave che ha appena trovato ha un nome: si tratta della Chiave Ognidove ed essa può essere utilizzata per raggiungere qualsiasi luogo si desideri purché si abbia un’idea precisa di dove si sta andando, ed incoraggia così il ragazzino a trovare altre chiavi per lei. Bode riesce effettivamente a trovare un'altra chiave, la Chiave della prigione dell'Io, la quale, apre, all’interno di un armadio, una dimensione di specchi che riflettono false proiezioni di sé stessi, rendendo di fatto impossibile fuggire. Nina vi resta erroneamente intrappolata ma Tyler e Kinsey arrivano in tempo per salvarla mentre Bode rivolge il proprio aiuto ed Eco, consegnandole la Chiave Ognidove. La donna usa però la chiave per poter fuggire dal pozzo, tradendo la fiducia di Bode e rivelando che l'intrappolamento della madre era di fatto un piano attuato da lei stessa per ottenere da Bode la Chiave Ognidove. Sfruttando i poteri della Chiave Ognidove, Eco si dirige sorprendentemente da Sam Lasser, attualmente detenuto in prigione.

## La trappola
- Titolo originale: Trapper / Keeper
- Diretto da: Michael Morris
- Scritto da: Liz Phang

### Trama
I fratelli Locke si rendono conto che Nina non ha alcun ricordo di essere stata intrappolata all’interno dello specchio dell'armadio, ed entrambi cominciano ad ambientarsi a scuola: Tyler si interessa a Jackie mentre Kinsey, chiusasi in se stessa dopo la morte del padre, fa fatica ad adattarsi finché non conosce Scot e gli altri membri della "Savini Squad", i quali stanno provando a girare un film dell'orrore. Bode, intanto, inizia a legare con Rufus, il giovane giardiniere della Key House adottato da Ellie, amica d’infanzia del defunto Rendell, con il quale prova a tendere una trappola a Eco, facendosi prestare una tagliola, ma durante i preparativi entra in possesso di una nuova chiave, di cui però non riesce a realizzare il funzionamento. Recatosi dal ferramenta per ottenere un barattolo di chiavi senza valore, somiglianti a quelle già trovate in casa, in maniera tale far cadere in trappola Eco, Bode, impugnando la chiave appena trovata, si rende conto che una piccola serratura è comparsa sul collo del proprietario. Tornato a casa, predispone una delle false chiavi su di un panno morbido posato sulla trappola a scatto, in maniera tale da ferire Eco nel caso quest'ultima se ne volesse impadronire, ma quando la donna ricompare nella stanza usando la Chiave di Ognidove, non subisce l'inganno della trappola, ed anzi minaccia Bode di ripercussioni nel caso in cui non le consegni tutte le chiavi che riesce a trovare. In seguito al rientro di Tyler e Kinsey, Bode decide cosí di mostrare ai fratelli come funziona la nuova chiave che ha trovato, inserendola nella serratura posta sulla sua nuca. I due fratelli maggiori scoprono così che Bode ha trovato la Chiave Apritesta, che permette al proprio utilizzatore di entrare all’interno di una rappresentazione concreta della propria mente.

## Viaggi mentali
- Titolo originale: Head Games
- Diretto da: Tim Southam
- Scritto da: Meredith Averill

### Trama
Tyler e Kensey si uniscono a Bode all’interno della sua mente e trovano alcuni ricordi del padre Rendell. Dopo essere tornati nel mondo reale e aver ormai acquisito fiducia nelle parole del fratellino (che davano per pazzo), Tyler e Kinsey vengono informati da Bode di quanto successo con la donna che dice di chiamarsi Eco e che ella ha sottratto a Bode la Chiave Ognidove. Tyler, a quel punto, decide di nascondere per precauzione la Chiave della prigione dell'Io e la Chiave Apritesta. Il giorno seguente, a scuola, Tyler colpisce uno dei bulli che ci stava provando con sua sorella Kinsey a causa del senso di colpa represso per non aver protetto suo padre da Sam, che era suo amico. Dopo scuola, Tyler decide così di lasciare usare a Kinsey la Chiave Apritesta per entrare nella sua mente, modellata come un centro commerciale, per trovare altri ricordi del padre. I due però vengono inseguiti dalla rappresentazione della paura di Kinsey prima che riescano a scappare. Nel frattempo, Bode trova la Chiave Fantasma, che permette di diventare un fantasma dopo aver attraversato la rispettiva porta e quindi di volare intorno alla Key House e di parlare con i morti, incluso il suo bis-bisnonno, Chamberlain Locke, che gli racconta che Rendell e Duncan lo hanno visitato spesso quando erano più giovani. Nina invece incontra Ellie, ma quando la donna fa riferimento al pozzo e al fatto che Bode vi facesse spesso vista, Ellie si incupisce misteriosamente. Kinsey, intanto, decide di usare la Chiave Apritesta per tornare nella sua mente e liberarsi della sua “paura” trascinandola al di fuori della sua testa e seppellendola nel bosco vicino alla Key House. Eco ritorna nella casa bruciata dal misterioso uomo del prologo e recupera la chiave che quest'ultimo aveva usato, ancora intatta, strappandola dal collo di un bambino, che uccide brutalmente gettandolo sui dei binari sui quali, da lì a poco, passerà un treno.   

## I custodi delle chiavi
- Titolo originale: The Keepers of the Keys
- Diretto da: Tim Southam
- Scritto da: Mackenzie Dohr

### Trama
Dopo essersi liberata della manifestazione della sua paura, Kinsey cambia aspetto e diventa più aperta a scuola: invita Scot a casa sua e gli mostra la Chiave Apritesta, lasciandolo esterrefatto, per poi mostrargli alcuni ricordi di suo padre. Bode apprende da Rufus che il pozzo della casa ha giocato un ruolo morboso in passato e che potrebbe essere infestato: sfogliando le pagine di un libro sulla storia di Matheson, Bode trova una foto del pozzo, dalla quale sbuca fuori Eco, in grado di parlare e muoversi. Parlando e legandosi di più con Ellie, Nina apprende che la maggior parte degli amici del liceo di Rendell sono morti annegati durante una loro escursione alle grotte, mentre Erin, la ragazza del liceo di Rendell, è stata internata in un centro psichiatrico; l'ultimo amico di Rendell ancora vivo oltre a Ellie era Mark, che però, purtroppo, è morto recentemente in un incendio, ovvero quello del prologo. Nina apprende inoltre dell'esistenza di una sala ricreativa nel seminterrato della Key House, quindi abbatte il muro che era stato costruito per vederla ed entrarvi. Quella sera, Eco riappare e prova a sottrarre a Bode la Chiave Fantasma  minacciandolo con la Chiave Fiammifero, ma il bambino capisce che lei può prendere le chiavi solo se qualcuno gliele concede spontaneamente. Eco quindi rinuncia e sparisce, ritornando da Sam e consegnandogli la Chiave Fiammifero, per poi istruirlo sulla mossa successiva. 

## L'albero di famiglia
- Titolo originale: Family Tree
- Diretto da: Mark Tonderai-Hodges
- Scritto da: Andres Fischer-Centeno

### Trama
Tyler e Kinsey vengono attratti da un'altra chiave nascosta e Bode scopre che si tratta della Chiave del Carillon: quando è inserita all’interno del rispettivo carillon, questa chiave permette al possessore di controllare le azioni di chiunque. A scuola, una ragazza snob e altezzosa di nome Eden, accusa pubblicamente Scot di andare a letto con Kinsey e, per vendicarsi, Kinsey decide di usare la chiave del carillon su Eden. Tyler lo scopre e avverte Kinsey di non abusare del potere delle chiavi. La sera stessa, i due fratelli maggiori rinvengono un'altra chiave, la Chiave Pianta, nascosta nel cimitero di Key House, grazie alla quale riescono ad accedere a dei ricordi perduti, imbottigliati all’interno di barattoli luminosi fuoriusciti dal terreno. In uno di questi ricordi, Rendell colpisce a morte il suo amico Lucas, che in teoria dovrebbe essere uno dei due amici di Rendell morti annegati nelle grotte di Matheson. Nel frattempo Nina scopre che Ellie è entrata senza il suo permesso nella Key House per recuperare, a suo dire, un oggetto dimenticato da Rufus. Nina però si accorge che Ellie ha una cicatrice sul petto, la stessa identica cicatrice che aveva anche suo marito Rendell e, non convinta delle spiegazioni di Ellie, decide di recarsi dal preside Ridgeway, il quale aveva insegnato sia a Rendell che alla sua combriccola di amici. In seguito ad una scoperta compiuta da Ridgeway stesso, Nina si reca a casa del preside ma scopre che quest’ultimo è morto soffocato.

## La porta nera
- Titolo originale: The Black Door
- Diretto da: Mark Tonderai-Hodges
- Scritto da: Brett Treacy e Dan Woodward

### Trama
Nina prova a convincere la polizia che Ridgeway non si è suicidato, ma non riesce nel suo intento. Intanto, i fratelli Locke realizzano che i ricordi sigillati nei barattoli del cimitero della Key House sono dello zio Duncan, che però sembra non ricordare niente di tali eventi se non di alcune grotte situate vicino la costa di Matheson. Kinsey convince allora i suoi amici della Savini Squad a girare il loro film in quelle grotte come scusa per esplorarle. Insieme agli altri membri della Savini Squad, Kinsey si reca all'interno delle grotte e, avvertendo i sussurri che si sentono in genere al richiamo delle chiavi, decide di addentrarsi più a fondo, nonostante l'idea non venga appoggiata dai suoi amici, che temono l'arrivo dell'alta marea. Kinsey li ignora e, girovagando da sola per i cunicoli delle grotte, trova una porta a forma di Omega ma, quando la marea inizia ad alzarsi rapidamente, tutti i ragazzi fuggono via per evitare l'annegamento. Dopo quanto successo, Scot è furioso con lei, per aver avuto l'idea di girare il film nelle grotte incurante dei rischi che avrebbero potuto correre, mentre Gabe, considerandola molto coraggiosa, inizia ad avvicinarsi a lei. Tyler, invece, dopo essersi ubriacato ad una festa ed aver litigato con Jackie, con la quale ha intrapreso una relazione, incontra inaspettatamente Eco, della quale ignora la vera identità. Quest’ultima si presenta come Dodge e comincia a flirtare con Tyler mentre Sam Lasser, entrato in possesso della Chiave Fiammifero, evade di prigione e si dirige verso la Key House.

## Dissezione
- Titolo originale: Dissection
- Diretto da: Dawn Wilkinson
- Scritto da: Michael D. Fuller

### Trama
In alcuni flashback si scopre che Sam, adolescente problematico, veniva frequentemente aiutato da Rendell, suo consulente del liceo. Un giorno, mentre attendeva Rendell nel suo ufficio, Sam era stato attratto da una foto appesa al muro della Key House, dalla quale Dodge lo incitava a leggere il fascicolo presente sulla scrivania di Rendell, nella quale quest’ultimo riportava che Sam avesse problemi mentali e che suo figlio Tyler non avesse un giudizio positivo su di lui.

Nel presente, dopo essere fuggito di prigione, Sam minaccia Nina con una pistola, mentre Kinsey e Bode, al piano superiore, cercano di capire come agire per salvare la madre. Tyler, intanto, si rende conto che Dodge è l’Eco che ha sottratto le chiavi a Bode e riesce di conseguenza a rubarle la chiave Ognidove e ad usarla per tornare alla Key House ed affrontare Sam, il quale però riesce ad avere la meglio e lo immobilizza. Sam pretende che i fratelli Locke gli diano la Chiave Apritesta, ma Kinsey riesce a convincerlo che la chiave è stata sepolta nel bosco, pertanto Sam preleva Kinsey e Bode ed esce di casa con loro, mentre Tyler riesce a liberare se stesso e la madre, per poi chiamare la polizia.
Kinsey inganna Sam, facendogli dissotterrare la propria paura, la quale lo attacca, intralciandolo nella sua ricerca. Quando Sam torna in casa ferito, Tyler utilizza la Chiave Apritesta su di lui: Sam si rende conto di essere stato manipolato da Dodge per tutto il tempo e implora perdono all'ex amico per tutto quello che ha commesso. Nel momento in cui Sam riesce a togliersi la Chiave Apritesta dal collo, però, appare improvvisamente Dodge, che lo pugnala e recupera tutte le chiavi dei fratelli Locke, a esclusione della Chiave Fantasma. Quando la polizia arriva sul posto, Sam prova a fuggire da una porta, realizzando però troppo tardi che è stata aperta con la Chiave Fantasma, quindi egli stesso diventa un fantasma e non riesce a ritornare nel suo corpo in tempo prima che la polizia lo chiuda all’esterno e il suo corpo venga prelevato.

## La tazza
- Titolo originale: Ray of F**king Sunshine
- Diretto da: Dawn Wilkinson
- Scritto da: Vanessa Rojas

### Trama
Dopo i recenti avvenimenti, Nina ricomincia a bere e a ricordare alcuni degli eventi legati alle Chiavi. In un confuso stato di ubriachezza, Nina rinviene un'altra chiave, la Chiave Riparatrice, che permette ad un armadio di ripristinare gli oggetti rotti nella loro forma originale. Tyler e Kinsey pensano che aver riacquistato alcuni ricordi, per Nina, possa essere d'aiuto, ma preferiscono che la madre sia sobria e pertanto provano a convincerla a smettere di bere.
Tyler e Kinsey tornano nella grotta marina dove è presente la Porta Omega e accanto a essa trovano i nomi dei Custodi delle Chiavi, che includono quello di Rendell e dei suoi amici, tra cui quello di Ellie e di Erin. Kinsey, dunque, decide di far visita a Erin Voss all'istituto psichiatrico ma Dodge arriva prima di lei e utilizza la Chiave Apritesta per cercare di capire dove Rendell avesse nascosto la Chiave Omega. Erin successivamente identifica Dodge come Lucas, uno dei vecchi amici di Rendell, lasciando Kinsey sconvolta. Viene così rivelato che Dodge, utilizzando la Chiave Identità, ha assunto la forma di Lucas, il quale attualmente vive da Ellie e Rufus.

## Eco
- Titolo originale: Echoes
- Diretto da: Vincenzo Natali
- Scritto da: Meredith Averill e Liz Phang

### Trama
Sei mesi prima degli eventi attuali, Ellie scopre che Rendell è stato ucciso e pertanto chiama Mark, il quale usa la Chiave Fiammifero per cancellare le tracce di dove sono state nascoste le altre Chiavi nella Key House, come mostrato nel prologo.
Nel presente, Tyler e Kinsey mostrano a Bode il ricordo dello zio Duncan in cui il padre Rendell sembra colpire a morte Lucas; Bode identifica inaspettatamente Lucas, avendolo visto a casa di Ellie qualche giorno prima. I tre fratelli, dunque, pretendono risposte ed Ellie spiega loro che in passato lei, Rendell e i loro amici, autonominatisi Custodi delle Chiavi, dopo averle trovate tutte, avevano aperto la Porta Nera nella grotta marina, ma delle pallottole luminose fuoriuscite dal portale li avevano attaccati, ed una di esse aveva colpito Lucas, che all’epoca era il suo fidanzato. Quella stessa sera, nel seminterrato della Key House, Lucas pretese che i suoi amici gli consegnassero la Chiave Omega, capace di aprire la Porta Nera, ma gli altri si opposero: Lucas iniziò quindi a diventare violento ed uccise due dei suoi amici prima che Rendell riuscisse a ucciderlo, ignaro che il fratellino Duncan avesse assistito a tutto. Successivamente, gli amici sopravvissuti usarono le chiavi per rimuovere i ricordi di Duncan e nasconderli nel cimitero della Key House grazie alla Chiave Pianta, poi nascosero i corpi dei tre amici defunti e si divisero le Chiavi rimanenti: a Mark fu lasciata la Chiave Fiammifero, ad Erin la Chiave Apritesta, ad Ellie la Chiave Identità e la Chiave Eco mentre a Rendell rimasero tutte le altre. Tuttavia, l'anno prima, Ellie aveva usato proprio la Chiave Eco, che permette di richiamare il fantasma di una persona defunta se si pronuncia il suo nome all’interno della casa del pozzo della Key House, per riportare indietro Lucas, di cui era ancora innamorata seppur a distanza di anni. Ellie però aveva riportato indietro solo l'entità malvagia che aveva posseduto Lucas, ovvero Dodge. Dodge era quindi rimasta intrappolata nel pozzo finché Bode non le aveva dato la Chiave Ognidove, capace di far uscire da lì chiunque, poi aveva preso la forma di Lucas per vivere con Ellie e Rufus e aveva costretto Ellie a rubare dalla Key House la Corona delle Ombre, un artefatto magico che serve a richiamare le ombre e a porle sotto il proprio controllo.

## La corona delle ombre
- Titolo originale: Crown of Shadows
- Diretto da: Vincenzo Natali
- Scritto da: Carlton Cuse e Meredith Averill

### Trama
Adesso che è in possesso della Corona delle Ombre, Dodge attacca la Key House per cercare la Chiave Omega, scatenando le sue ombre contro i tre fratelli Locke. In seguito allo scontro, però, Dodge viene trovata priva di sensi stesa nell'atrio della casa. Tyler e Kinsey decidono quindi di riportarla da dove è fuoriuscita, ovvero all’interno della Porta Nera e si recano quindi alle grotte con l'aiuto di Scot, Gabe, Jackie ed Eden, ai quali nel frattempo è stata raccontata la verità riguardo alle Chiavi. Durante l’apertura del portale, i proiettili luminosi menzionati da Ellie attaccano i ragazzi mentre Dodge, ripresasi, prima di essere scaraventata all’interno del portale, sembra emettere un grido di terrore. Bode, intanto, recatosi a casa di Ellie, trova Rufus vivo, ma solo e ferito, mentre di Ellie non c'è traccia.
Ora che la minaccia di Dodge è stata sventata, i Locke decidono di rimanere a Matheson. Kinsey inizia ad uscire con Gabe, inconsapevole che lui in realtà è proprio Dodge. Dodge infatti aveva precedentemente usato la Chiave Identità per far sì che Ellie assumesse le sue sembianze e simulare che fosse Dodge ad essere stata sconfitta, quando in realtà ad essere stata gettata all’interno della Porta Nera è proprio Ellie. Sul finale della prima stagione, si scopre che anche Eden è stata posseduta da uno dei proiettili demoniaci fuoriusciti dalla Porta Nera.